# Territorio della Transbajkalia
Il territorio della Transbajkalia (in russo Забайкальский край?, Zabajkal'skij kraj; in buriato: Yбэр Байгалай хизаар, Übèr Bajgalaj hizaar) è un soggetto federale della Russia, situato nella Siberia meridionale.

## Storia
Il territorio della Transbajkalia venne istituito il 1º marzo 2008 in seguito alla fusione dell'oblast' di Čita e del circondario autonomo di Aga Buriazia, in seguito a un referendum tenutosi l'11 marzo 2007.
Il 3 novembre 2018 per decreto viene distaccato dal circondario federale della Siberia e aggregato al circondario federale dell'Estremo Oriente.

## Geografia fisica
Il territorio della Transbajkalia è interamente montuoso (monti Jablonovyj, monti Borščovočnyj, altopiano Olëkminskij Stanovik, fra i maggiori sistemi montuosi). Si estende su un'ampia fascia di territorio, di forma grossolanamente arcuata, ai confini con la Mongolia nordorientale e la Cina settentrionale.
Il clima è estremamente continentale, con fortissime variazioni stagionali a causa della lontananza del territorio dal mare; le precipitazioni sono di conseguenza abbastanza scarse, e più presenti in estate. Le medie termiche oscillano dai −26 °C ai −33 °C nel mese di gennaio e salgono a valori compresi tra 17 °C e 21 °C in luglio. Il manto vegetale del territorio è dato dalla steppa nelle zone più aride e dalla taiga nelle zone maggiormente piovose.

## Economia
L'economia è prettamente agricola e forestale anche se ultimamente sono sfruttate maggiormente le risorse del sottosuolo (ferro, carbone, rame, stagno e molibdeno).

## Popolazione
A causa delle condizioni climatiche il territorio della Transbajkalia è poco popolato, con poco più di 1 milione di abitanti e una densità di circa 2,5 abitanti per chilometro quadrato. Il capoluogo Čita è l'unica città di rilievo; altri centri urbani, tutti di modeste dimensioni, sono Krasnokamensk (situata presso il confine cinese) e Borzja.

## Geografia antropica
Il territorio della Transbajkalia comprende 31 rajon:

(*) 3 dei quali (Aginskij, Dul'durginskij e Mogojtujskij) sono inclusi nell'Aginskij Burjatskij okrug come unità amministrativo-territoriale a statuto speciale.
- Aginskij (Aginskoe)*
- Akšinskij (Akša)
- Aleksandrovo-Zavodskij (Aleksandrovskij Zavod)
- Balejskij (Balej)
- Borzinskij (Borzja)
- Černyševskij (Černyševsk)
- Chilokskij (Chilok)
- Čitinskij (Čita)
- Dul'durginskij (Dul'durga)*
- Gazimuro-Zavodskij (Gazimurskij Zavod)
- Kalarskij (Čara)
- Kalganskij (Kalga)
- Karymskij (Karymskoe)
- Krasnočikojskij (Krasnyj Čikoj)
- Krasnokamenskij (Krasnokamensk)
- Kyrinskij (Kyra)

- Mogočinskij (Mogoča)
- Mogojtujskij (Mogojtuj)*
- Nerčinskij (Nerčinsk)
- Nerčinsko-Zavodskij (Nerčinskij Zavod)
- Olovjanninskij (Olovjannaja)
- Ononskij (Nižnij Casučej)
- Petrovsk-Zabajkal'skij (Petrovsk-Zabajkalskij)
- Priargunskij (Priargunsk)
- Šelopuginskij (Šelopugino)
- Šilkinskij (Šilka)
- Sretenskij (Sretensk)
- Tungiro-Olëkminskij (Tupik)
- Tungokočenskij (Verch-Usugli)
- Ulëtovskij (Ulëty)
- Zabajkal'skij (Zabajkal'sk)

### Città
I centri abitati del territorio che hanno lo status di città (gorod) sono 10:
- Balej
- Borzja
- Chilok
- Čita
- Krasnokamensk

- Mogoča
- Nerčinsk
- Petrovsk-Zabajkalskij
- Šilka
- Sretensk

### Insediamenti di tipo urbano
Nel territorio della Transbajkalia sono compresi 41 insediamenti con status di insediamento di tipo urbano.

## Collegamenti
- (RU) Sito ufficiale, su 75.ru.
- (RU) Mojgorod.ru - Забайкальский край, su mojgorod.ru.